# Pachypleurum talassicum
Pachypleurum talassicum är en flockblommig växtart som beskrevs av M.S. Bajtenov. Pachypleurum talassicum ingår i släktet Pachypleurum och familjen flockblommiga växter. Inga underarter finns listade i Catalogue of Life.